# Ectoneura borealis
Ectoneura borealis är en kackerlacksart som beskrevs av Morgan Hebard 1943. Ectoneura borealis ingår i släktet Ectoneura och familjen småkackerlackor. Inga underarter finns listade i Catalogue of Life.